# La Croix-aux-Bois

La Croix-aux-Bois este o comună în departamentul Ardennes din nordul Franței. În 1 ianuarie 2022 avea o populație de 160 de locuitori.